# 第58回NHK紅白歌合戦
『第58回NHK紅白歌合戦』（だいごじゅうはちかいエヌエイチケイこうはくうたがっせん）は、2007年（平成19年）12月31日（JST、以下同じ）にNHKホールで行われた、通算58回目のNHK紅白歌合戦。19:20 - 23:45に生放送された（21:25 - 21:30はニュースにより中断。BShiは別番組）。双方向対応番組。二部制はとられていない。

## 放送メディア
国内向けには、総合テレビ・BS2・BShi・ラジオ第1で放送。
海外向けにはNHKワールド・プレミアムおよびNHKワールド・ラジオ日本で放送。ただし、著作権処理や電波運用の関係で、一般視聴者が直接受信できるNHKワールドTVでは放送されず、前回まで全世界で放送されていたNHKワールド・ラジオ日本についても同時生放送を行ったアジア大陸と東南アジア地域以外では放送されなかった。ラジオでの全世界での放送が行われなくなったのは2007年10月1日以降、テレビ国際放送の強化に重点を置くため、放送時間・地域の大幅な変更・見直しが行われたことによる。NHK以外では、台湾の日本専門チャンネル「緯来日本台(VIDEOLAND JAPAN)」において、2008年1月5日に中国語字幕つきで放送（NHKワールド・プレミアムでは字幕がないため）。
アナログ衛星ハイビジョン放送は、紅白開催前の9月30日を最後に終了。前年には地上波デジタルテレビジョン放送の本放送が全都道府県で始まり、10月1日には北海道内の各放送局でも開始されている。

## 放送まで
- 10月10日に制作発表。
  - 向こう3年間共通のコンセプトワードを「歌力（うたぢから）」とし、今回のテーマを「歌の力 、歌の絆」とすることが発表された。記者会見では「格調高い紅白にしたい」と抱負が語られた。
  - 『SONGS』チーフプロデューサーの三溝敬志らそのスタッフが中核となって制作を担うことになった。
  - 紅白いずれにも属さない「特別枠」の設定が発表された。
  - 番組宣伝のため、初めてビジュアルアイコン（立体的な赤丸や白丸を配置したドット柄や、新しい番組ロゴデザイン）が作成された。
  - 番組ロゴは、赤丸の中に「第58回」、それに接した右隣の白丸の中に「NHK」、その下に明朝系フォントの金文字で「紅白歌合戦」と配置。この年以降も、このデザインを踏襲した番組ロゴになった。
- 11月12日に司会者発表。
- 11月20日に「紅白応援隊」（PR担当）を発表。
- 12月3日に総合テレビで1分の関連番組「紅白フラッシュ」（月曜 - 金曜の20:43開始）スタート。28日までの全20回。
- 12月4日に出場歌手発表。選考条件は「今年（2007年）の活躍」「世論の支持」「番組の企画・演出との合致」の3つとされた。例年11月には出場者が発表されるが、同年発覚したエル・アンド・ジーによる詐欺事件に多くの演歌歌手が加担していたことで発表が遅れた[1][2]。
- 12月18日にクイズ特番『クイズ紅白検定』を放送。
- 12月20日に曲目発表。
- 12月26日にゲスト審査員・出演者・企画の一部発表。
- 12月27日に曲順発表。

## 当日のステージ
全員参加の「応援合戦」や「アトラクション」などが行われなかった。そのため、コンセプトどおりに出場者の生歌を聞かせる構成となった。
それまで舞台両手に設置されていた曲紹介などを行うステージを番組の最初・最後などを除き下手のみとし、セットチェンジの間には、笑福亭鶴瓶ら司会陣と出場歌手（カールスモーキー石井（米米CLUB）、小林幸子、aikoで、小林の時のみ両軍司会他は鶴瓶のみ）のフリートークが行われるなど、例年にはない演出が多く見られた。これは鶴瓶が白組司会を受諾するにあたり、民放での自身の司会番組で多用している「アドリブ」を紅白でも同様に多用したと云う要望に配慮してのものである。
前回までは大部分を両組司会がそれぞれ下手（紅組）、上手（白組）（第4回（1953年12月）のみ逆であった）に分かれて別々に進行するものだったが、今回からは一部を除き下手席で両組司会が揃って進行する形となった。また、総合司会の松本和也が2人の横に立ち、2人のサポート役をしていた（一方、同じく総合司会の住吉美紀はオープニング・エンディング等一部を除いてほとんど登場しなかった）。
8月に死去した作詞家の阿久悠への追悼企画として、阿久作品4曲で番組を締めくくった。また、過去の紅白における阿久作品の名歌唱シーンも併せて放送された。
5月に死去したZARDの坂井泉水への追悼企画として、「スペシャル・トリビュート・ライブ」コーナーが前半戦の最後に設けられた。NHK大阪ホールでのフィルムコンサートの中継を主として、坂井の生前の未公開映像（「揺れる想い」の歌唱映像と「負けないで」の歌唱映像の後半部分がそれぞれテレビ初公開であった）も公開された（「負けないで」にはテレビ朝日系列『ミュージックステーション』に出演し、同曲を披露した際のZARDの映像も流用使用された）。中居正広により、「紅白初出場」と紹介された。
美空ひばりの生誕70周年を記念して、「愛燦燦」の楽曲プロデュースを担当した小椋佳が生前のひばりの映像とのデュエットを披露した。
その他のトピックスは以下の通り。
- 紅組トップバッターおよび先行トップバッターを務めたハロー!プロジェクト10周年記念紅白スペシャル隊はハロプロエッグも参加して46名でステージを行った。この他にも多くのバックダンサーを従えたパフォーマンスを行う出場者がいた。
- 美川憲一は当時61歳で、トップバッター担当歌手としては最年長記録である。翌年、布施明が同じく61歳タイで並んだ。美川の歌唱する「さそり座の女2007」はパラパラバージョンにアレンジされダンサーは美川を乗せた御輿を担ぎパラパラを踊るなど存在感を見せた。ステージにIKKOと真島茂樹を呼び出し、歌唱後には「おだまり」と「どんだけぇ〜」を披露した。
- 中川翔子が「空色デイズ」歌唱終了時、「紅白ギザカワユス!紅組のドリルで天を突け!」とアドリブで発言した。これは、同曲がオープニングとして使われていたテレビ東京系アニメ『天元突破グレンラガン』に登場する台詞、「お前のドリルで天を突け!」が元である。
- EXILEの歌唱は、6thアルバム「EXILE LOVE」通常盤収録の「Lovers Again-Orchestra Version-」を披露した。
- 前川清&クール・ファイブの歌唱時には、ムーディ勝山が参加し、バックコーラスを務めた。前川の歌唱前、ムーディの持ちネタである「右から来たものを受け流すの歌」を披露し、前川とハモった。
- 寺尾聰の曲紹介時に、鶴瓶が寺尾の歌唱曲「ルビーの指環」がTBS系列『ザ・ベストテン』で12週連続1位を獲得したことに言及した。
- さだまさしは『鶴瓶の家族に乾杯』の主題歌「Birthday」を歌唱。曲紹介の場で鶴瓶は自身が紅白の司会に決定した直後、さだに対して「出場したら歌ってほしい」とリクエストをしていたことを明かした（歌唱中には同番組内での映像も流された）。
- 小林幸子の歌唱時の衣装は、自身の予告通りに歌唱曲「恋桜」に合わせ、桜の万華鏡をイメージしたものになった。歌唱終了後、中居・鶴瓶が衣装の裏側を覗こうとする演出もあった。なお、小林はこの年7月に故郷・新潟県を襲った新潟県中越沖地震に心を痛め、豪華衣装封印も考えたというが、被災者から小林の元へ「こんな時だからこそ被災地の住民に華麗な姿を見せて楽しませてほしい。」という意見が多数あったことから、その要望を受け豪華衣装で出演した。
- Gacktは自身が上杉謙信役で出演していた大河ドラマ『風林火山』を意識した演出で行われた。伝令の兵士がNHKホールからCT-101スタジオに駆け、それを受けてGacktが陣触れを発し、歌い始めるというものであった。Gacktの歌唱は、CT-101スタジオを川中島の戦いに見立てて行われ、剣式マイクで歌唱した。
- 倖田來未は当時中居と交際（この年8月に発覚）していたため、曲紹介時での共演が注目されたが、倖田はステージでスタンバイに入っていたために両者の直接のブッキングはなかった。中居が「次は倖田來未さんの…」と紹介をした後、鶴瓶は中居に何か突っ込もうとしたが、松本が「それではまいりましょう」と話を切った。しかし、倖田の「愛のうた」歌唱終了後、鶴瓶が中居に対し「（倖田を見ながら）可愛かったな、本当に可愛かったな」とぶつけていた。なお、前日のリハーサルでは、中居と倖田は同じ帽子を被って臨んでいる。
- 氷川きよしの歌唱時には、YOSAKOIソーラン祭り・学生チームがバックダンサーとして参加した。
- 中村中の歌唱前に鶴瓶が中村の母から彼女へ向けて書かれた手紙を読んだ。ゲスト審査員を務めた茂木健一郎のブログでのコメントによると、この時点で進行に遅れが生じていたため、スタッフより中居にこの手紙読みの演出を省略するよう指示が出されたが、中居が拒否したという。
- 北島三郎の「帰ろかな」のステージでは北島の歌声に合わせて、出場歌手・合唱団・鶴瓶がバックで同曲を大合唱する演出があった。リア・ディゾンが、リハーサル時に同曲が歌えずに多くの出演者の前でぐずぐずしたような状態になったと多くのメディアに報じられた。
- コブクロの曲紹介中に鶴瓶は涙ながらにNHKホールに自身の当時85歳の母を招待したことを明かした後、歌唱曲である「蕾」が小渕健太郎の母親喪失の際のエピソードで制作されたものであることを紹介した。
- ここ2年間紅組司会を務めていた仲間由紀恵が応援ゲストとして登場し、一青窈と秋川雅史の曲紹介を務めた。
- DREAMS COME TRUEのステージ前には、「やさしいキスをして」のPVに出演経験があるなど、ドリカムと縁の深いゲスト審査員の宮﨑あおいが応援として登場し、曲紹介を行った。
- SMAPの出番前にて、鶴瓶が中居に「あなただけ紅組で歌うのか白組で歌うのか?」と聞き、中居は「心境の整理が付いていない」としたが、松本に「整理付けた方がいいですよ」と言われ、「歌は白組の一員として頑張ります」と返した。SMAPがスタンバイに入る中、鶴瓶が松本に「芸能界で刺激を受ける2組の存在がいる」と話し、1組目がゲスト審査員で親友の中村勘三郎、2組目がSMAPだとそれぞれ明かした。そして、鶴瓶はステージ上の中居に「中居、今日は本当にどうもありがとう」と感謝のメッセージを送り、SMAPの曲タイトルの読み上げを行った。
- 審査結果の集計にかかる時間を利用し、「世界に一つだけの花」をSMAPと槇原敬之のメインボーカルの下、出演者（出場歌手、司会者、ゲスト審査員、合唱団）で大合唱した。
- 審査結果は、東京タワーのライトアップの色（通常の「ランドマークライト」を一旦ライトダウンさせた後に赤一色か白一色のどちらかに切り替えて再度点灯する）で発表された。この様な大々的な結果発表は史上初。
- 鶴瓶と香取慎吾（当時・SMAP）の2人で楽屋にカメラが入るという史上初の演出もあった。
- 1989年（第40回）以来18年ぶりに両組司会による選手宣誓が行われた。
- 2001年（第52回）以降、後半戦（ニュース中断後）はいきなり歌唱に入っていたが、今回は中居と鶴瓶、SMAPによるフリートークから始まった。
- オープニングにて、中居が鶴瓶の前で『ポロリ』と書かれた扇子を広げて会場の失笑をかった。選手宣誓の前、中居が鶴瓶に「鶴瓶さん、ポロリだけはやめてくださいね」と注意した。これは、鶴瓶が過去にフジテレビ系列『FNS27時間テレビ』などで起こした露出事件を踏まえてのもので、司会決定時からことあるごとにネタにされていた。
- 中居・鶴瓶は日本テレビ系列『ザ!世界仰天ニュース』内での約束通り終了間際に2人は「仰天でした!」と発言している。

## 結果
- 中間審査を含めた総得票数による審査の結果172,566対135,139で白組優勝。この結果、対戦成績は紅組28勝・白組30勝となった。また、白組は第48回（1997年）10年ぶりの3連勝を達成した。
- 中村勘三郎が優勝旗を授与した。
- ゲスト審査員の投票は6対4で紅組が優勢であった。

## 司会者
- 紅組司会：中居正広（SMAP）
- 白組司会：笑福亭鶴瓶（『鶴瓶の家族に乾杯』司会）
- 総合司会：松本和也、住吉美紀（いずれも東京アナウンス室）

中居は2年連続4回目の組司会担当（組司会4回はNHKアナウンサー以外の男性で史上初）で初の紅組司会となる。NHKアナウンサー以外の男性による紅組司会および両組司会担当は史上初。中居以外の3人は紅白の司会は初めて。
NHKは司会発表の際、「紅組司会者が女性でなければいけないというわけではない」「歌力を最高の形で伝える最高の組み合わせ」とこの人選を説明。中居・鶴瓶の司会分担については「（司会が）初めての鶴瓶さんは白組の方が楽」とした。
両組共男性司会となるのは第6回（1955年）、第7回（1956年）の宮田輝・高橋圭三（共に当時NHKアナウンサー）以来51年ぶり3回目。中居・鶴瓶は日本テレビ系列『ザ!世界仰天ニュース』の司会コンビでもある。司会発表翌日の13日に収録された同番組（14日放送）では2人の両組司会決定を祝福するくす玉割りが行われた。
発表前に紅組司会の候補として、長澤まさみ（『日刊スポーツ』2007年10月24日付）・宮﨑あおい・関根麻里（『excite news』2007年11月6日付）らが挙げられ、『ZAKZAK』（2007年6月1日付）・『リアルライブ』（2007年6月7日付）・『東京スポーツ』（2007年11月8日付）では藤原紀香・陣内智則夫妻（当時）が揃って両組司会を務めるのではないかとも報じていた。また、白組司会はSMAPが務めるとの報道もあった。オリコンが大衆に行ったアンケート「今年、紅白の司会を務めてほしい有名人」では、男性部門1位が中居、女性部門1位が仲間由紀恵であった。
司会発表会見では、先に中居が登場し、中居が「相手を紹介させて頂きます。僕より少し背が高く、とても肌が綺麗な感じの方です」と司会本命と言われた長澤が登場すると思わせ、鶴瓶が登場するという演出が行われた。また、中居が紅組司会という発表になり、当然彼が白組司会だと思っていた報道陣を驚かせた。
両組男性司会については、視聴者の間でも賛否両論の意見があった。また、SMAPの一員として白組歌手でもある中居が紅組司会を兼任した点について、視聴者から「これでは紅白に分ける意味合いがない」と苦情も寄せられた。
翌年の第59回では、当時NHK会長の福地茂雄による「男女による司会が望ましい」との意向で例年通りの男女による司会に戻された。
鶴瓶は以後も幾度か司会起用が取り沙汰されたことがあるが、司会担当は今回1度限りとなっている。住吉も同様に今回限りの起用となっている。

### その他の番組担当者
- ラジオ中継：小田切千、塚原愛（いずれも東京アナウンス室）
- 新潟県旧・古志郡山古志村（現：長岡市）中継:荒木美和（東京アナウンス室）：平原綾香の応援で旧・山古志村から船越英一郎と共に生中継を担当。

## メイン演奏
三原綱木とザ・ニューブリード・東京放送管弦楽団（指揮：三原綱木）

## 審査員
- ゲスト審査員（別記）
- デジタルTV審査員（デジタル総合・BShiデジタルの視聴者、無制限）
- ケータイ審査員（携帯電話で審査、50,000名）
- ワンセグ審査員（ワンセグ搭載型の携帯電話で審査、無制限）
- ふるさと審査員（デジタルTV審査員・ケータイ審査員・ワンセグ審査員の応募者から抽選で会場に招待された30名）
- 会場審査員（ふるさと審査員を含めたNHKホールの観客全員）

## 出場歌手
カッコ内は出場回数。2007年12月4日に出演歌手が、12月27日に曲順が、それぞれ発表された。
      紅組、      白組、      特別企画、      初出場、      返り咲き。
| 曲順 | 組   | 歌手名             | 回 | 曲目                                                        |
| ---- | ---- | ------------------ | -- | ----------------------------------------------------------- |
| 1    | 紅   | モーニング娘。     | 10 | Special LOVE Mix 〜幸せの平成20周年 Ver.〜                  |
| 1    | 紅   | Berryz工房         | 初 | Special LOVE Mix 〜幸せの平成20周年 Ver.〜                  |
| 1    | 紅   | ℃-ute              | 初 | Special LOVE Mix 〜幸せの平成20周年 Ver.〜                  |
| 2    | 白   | 美川憲一           | 24 | さそり座の女2007                                            |
| 3    | 白   | 鳥羽一郎           | 20 | 兄弟船                                                      |
| 4    | 紅   | 川中美幸           | 20 | 金沢の雨                                                    |
| 5    | 白   | w-inds.            | 6  | Beautiful Life                                              |
| 6    | 紅   | 中村美律子         | 12 | だんじり                                                    |
| 7    | 白   | 北山たけし         | 3  | 男鹿半島                                                    |
| 8    | 紅   | 長山洋子           | 14 | じょんから女節                                              |
| 9    | 白   | EXILE              | 3  | Lovers Again 〜紅白バージョン〜                             |
| 10   | 紅   | mihimaru GT        | 2  | 俄然Yeah!                                                   |
| 11   | 白   | WaT                | 3  | WaT紅白セレクション                                         |
| 12   | 紅   | アンジェラ・アキ   | 2  | サクラ色                                                    |
| 13   | 白   | 布施明             | 23 | 君は薔薇より美しい                                          |
| 14   | 紅   | 香西かおり         | 15 | 無言坂                                                      |
| 15   | 白   | 前川清             | 17 | そして、神戸                                                |
| 16   | 紅   | 水森かおり         | 5  | ひとり薩摩路                                                |
| 企画 | 企画 |                    |    | おしりかじり虫                                              |
| 17   | 紅   | AKB48              | 初 | 会いたかった、恋しよう♪、空色デイズ、なんてったってアイドル |
| 17   | 紅   | リア・ディゾン     | 初 | 会いたかった、恋しよう♪、空色デイズ、なんてったってアイドル |
| 17   | 紅   | 中川翔子           | 初 | 会いたかった、恋しよう♪、空色デイズ、なんてったってアイドル |
| 18   | 白   | 米米CLUB           | 5  | 愛君浪漫                                                    |
| 19   | 紅   | 絢香               | 2  | Peace loving people 〜スペシャル・ピアノ・バージョン〜      |
| 20   | 白   | ポルノグラフィティ | 6  | リンク                                                      |
| 21   | 白   | スキマスイッチ     | 3  | 奏（かなで）                                                |
| 22   | 紅   | 伍代夏子           | 14 | 舟                                                          |
| 23   | 白   | すぎもとまさと     | 初 | 吾亦紅                                                      |
| 24   | 紅   | あみん             | 2  | 待つわ'07                                                   |
| 25   | 白   | 寺尾聰             | 2  | ルビーの指環                                                |
| 26   | 紅   | 平原綾香           | 4  | Jupiter                                                     |
| 27   | 紅   | BoA                | 6  | BoAウィンター・バラード・スペシャル                         |
| 28   | 白   | 馬場俊英           | 初 | スタートライン〜新しい風                                    |
| 29   | 白   | さだまさし         | 19 | Birthday                                                    |
| 30   | 紅   | 坂本冬美           | 19 | 夜桜お七 〜大晦日スペシャル〜                               |
| 企画 | 企画 | ZARD               |    | ZARD・メモリアル                                            |

| 曲順 | 組   | 歌手名            | 回 | 曲目                                                                  |
| ---- | ---- | ----------------- | -- | --------------------------------------------------------------------- |
| 31   | 紅   | 小林幸子          | 29 | 恋桜                                                                  |
| 32   | 白   | Gackt             | 5  | RETURNER 〜闇の終焉〜消え逝く武士たちへの鎮魂歌〜                     |
| 33   | 紅   | 大塚愛            | 4  | CHU-LIP                                                               |
| 34   | 白   | TOKIO             | 14 | 青春 SEISYuN                                                          |
| 35   | 白   | 槇原敬之          | 2  | GREEN DAYS                                                            |
| 36   | 紅   | 浜崎あゆみ        | 9  | Together When...                                                      |
| 37   | 白   | 氷川きよし        | 8  | きよしのソーラン節 YOSAKOIソーラン紅白スペシャル                      |
| 38   | 紅   | aiko              | 6  | シアワセ                                                              |
| 39   | 紅   | 倖田來未          | 3  | 愛のうた                                                              |
| 40   | 白   | 徳永英明          | 2  | 恋におちて -Fall in love-                                             |
| 41   | 紅   | 中村中            | 初 | 友達の詩                                                              |
| 42   | 白   | 平井堅            | 5  | 哀歌 (エレジー)                                                       |
| 企画 | 企画 | 美空ひばり×小椋佳 |    | 愛燦燦                                                                |
| 43   | 白   | 北島三郎          | 44 | 帰ろかな                                                              |
| 44   | 紅   | 天童よしみ        | 12 | 珍島物語 〜絆〜                                                       |
| 45   | 白   | コブクロ          | 3  | 蕾                                                                    |
| 46   | 紅   | 中島美嘉          | 6  | LIFE                                                                  |
| 47   | 紅   | 一青窈            | 4  | ハナミズキ                                                            |
| 48   | 白   | 秋川雅史          | 2  | 千の風になって                                                        |
| 49   | 紅   | DREAMS COME TRUE  | 12 | ア・イ・シ・テ・ルのサイン 〜わたしたちの未来予想図〜紅白ヴァージョン |
| 50   | 白   | SMAP              | 15 | 弾丸ファイター 紅白SP                                                 |
| 51   | 紅   | 和田アキ子        | 31 | あの鐘を鳴らすのはあなた                                              |
| 52   | 白   | 森進一            | 40 | 北の螢                                                                |
| 53   | 紅   | 石川さゆり        | 30 | 津軽海峡・冬景色                                                      |
| 54   | 白   | 五木ひろし        | 37 | 契り                                                                  |
| 企画 | 企画 |                   |    | 世界に一つだけの花                                                    |

### 選考を巡って

#### 選出
- Berryz工房・℃-uteが初出場。前回までハロー!プロジェクト（ハロプロ）勢のバックダンサーとして出演していたが、モーニング娘。と共に「ハロー!プロジェクト10周年記念紅白スペシャル隊」を結成することとなった。
- AKB48・中川翔子・リア・ディゾンが1つの枠で初出場。「アキバ枠」と報じられた[23]。
- 作曲家の杉本真人が「すぎもとまさと」として初出場。「吾亦紅」が団塊の世代を中心に支持を集めた。本人は記者会見で「自分の年齢は紅白の回数と一緒」と発言した。
- 美川憲一・坂本冬美・香西かおり・伍代夏子・長山洋子・中村美律子は株式会社エル・アンド・ジー主催のコンサートに出演したことで[1]扱いを問題視されたが[2]選出となった。
- 寺尾聰は「ルビーの指環」で出場した第32回（1981年）以来、26年ぶり2度目。また、米米CLUBが第47回（1996年）以来11年ぶり、槇原敬之が第42回（1991年）以来16年ぶり、あみんが第33回（1982年）以来25年ぶりに出場。うち米米CLUBとあみんは再結成後初の出場となった。
- 第55回（2004年）に出場したのを最後にここ2年間出場していなかった平井堅、EXILE、Gacktも3年ぶりに復帰。

#### 不選出
- 細川たかしは第26回（1975年）の初出場以来32年連続出場中だったが、出場を辞退。疑似通貨「円天」による詐欺疑惑で強制捜査を受けた「エル・アンド・ジー」の広告塔として、同社関連のコンサートに多数出演していたことが問題となったため。
- 沢田研二はこの年8月に死去した作詞家・阿久悠の追悼のために出場するのではないかと一部メディアに報じられたが、実現しなかった。翌年のコンサートのMCで、出場要請はあったが断ったことを明らかにしている。
- この年4月に総合テレビで自身のドキュメンタリー番組が放送されたことから出場が有力視されていた松田聖子は辞退。
- YUIは出場を辞退したと週刊誌で報じられた。
- この年上期の連続テレビ小説『どんど晴れ』の主題歌「ダイジョウブ」を担当した小田和正も出場を辞退したと報道された。
- 前回返り咲き出場を果たし、この年デビュー35周年を迎え、『どんど晴れ』にヒロインの母親で出演した森昌子は落選。体調不良が原因との報道もあった。
- いずれも前回まで初出場以来連続出場した藤あや子（15年連続出場）、ゴスペラーズ（6年連続出場）、夏川りみ（5年連続出場）は落選した。また、第39回（1988年）の初出場以来アリスとして出場した第51回（2000年）と第56回（2005年）も含めて前回まで連続出場した堀内孝雄も落選した。
- この年「MOTTAINAI〜もったいない〜」（『みんなのうた』に使用）を発表したルー大柴は出場に意欲を燃やしていたが、落選[24]。ルーが出場を果たした場合は、明石家さんまが小堺一機、関根勤、テリー伊藤とともにバックダンサーとして出演すると公言していた[25]。
- 番組側は矢沢永吉、竹内まりやらから「出場拒否」の回答があったことを明かし、サザンオールスターズ、Mr.Children（この年デビュー15周年）、宇多田ヒカル、B'z、GLAY、L'Arc〜en〜Cielなども例年通りの回答であったこと、この年で再結成を最後としたチューリップも交渉が決裂したことなどについても示唆した。また、ケツメイシらのラップグループにも出演を断られたという[26][27]。
- これらのことから、スポーツ紙は「地味なラインナップ」「目玉不足」「KY（今年も呼べない）歌合戦」などと報じた[26]。

### その他
- SMAPはリーダーの中居正広が紅組司会に決まったが、例年通り白組からの出場となった。中居は出場歌手と組司会で別々の組から出場するがこれは初めてで、また男性で史上初の4回目の歌手兼司会となった。ただし、白組歌手の中居が紅組司会を兼任した点について、視聴者から批判の声も寄せられた（先述）。なお、SMAPとしては同年11月の時点で新曲発表がなかったため出場が危ぶまれていた（SMAPは新曲を発表しなかった2004年に同年の第55回の出場を辞退したため）が、紅白直前の12月19日に新曲「弾丸ファイター」が発売されたため問題なしの出場になった。
- DREAMS COME TRUEも同ボーカルの吉田美和が9月に内縁の夫であった末田健を亡くしたことで、一時活動休止となっていたために出場が危ぶまれていたが、無事に出場が決まった。ドリカムは本紅白に先駆けて12月21日にテレビ朝日系列で生放送の『ミュージックステーションスーパーライブ2007』で復帰を果たした。なお、ドリカムは2009年にデビュー20周年を迎えるにあたり、その記念楽曲の制作に専念するとしてこれ以降の2年間、テレビ出演が途絶えることとなった[註 2]。
- 秋川雅史は前回「千の風になって」を歌唱したことで大ブレイクを果たし、連続出場となった。同曲は前回の紅白で注目され、シングルの売り上げが100万枚を超え、2007年のオリコン年間シングルチャート1位となった。なお、秋川が本紅白で同曲を歌唱した後、年明けのオリコン週間チャートで同シングルがトップ3に返り咲く現象があった。
- 森進一は史上初の40年連続出場を達成した。
- 本紅白での石川さゆりの歌唱を観たイチローは、これがきっかけで翌年の自身の打席登場曲に石川の「天城越え」を使用することを決めた。そして、イチローが打席登場曲に使った話題性から翌年の第59回での石川の歌唱曲が「天城越え」となった。また今回から第74回（2023年）まで石川は「津軽海峡・冬景色」と「天城越え」を交互に歌唱する形となった。
- 13年連続出場の鳥羽一郎（通算20回）・さだまさし（通算19回）・長山洋子（通算14回）、10年連続出場のモーニング娘。（初出場以来）、6年連続出場のBoA（初出場以来）・w-inds.（初出場以来）、3年連続出場の香西かおり（通算15回）・スキマスイッチ（初出場以来）、2年連続出場のmihimaru GT（初出場以来）は今回で連続出場が途切れた。このうち、香西は第63回（2012年） - 第65回（2014年）および第67回（2016年）、さだは第71回（2020年）・第72回（2021年）に特別枠および第74回（2023年）で白組歌手として復帰している。
- 前述のモーニング娘。を始めハロー!プロジェクト勢の選出は今回以降されていない。また、同じく今回初出場した女性アイドルであるAKB48、中川翔子、リア・ディゾンも翌年は落選している（AKB48は第60回＜2009年＞ - 第70回＜2019年＞で再出場しているが、中川とリアは今回限りの出場となっている）。

### 曲順を巡って
- 美川憲一が白組トップバッターを担当。当時美川は61歳であり、これは翌年の第59回における布施明と並んで白組トップバッター担当歌手の最年長記録となっている[28]。
- 紅組トリに30回出場を達成した石川さゆり、白組トリおよび大トリに五木ひろしが起用された。
- 五木は13回目の白組トリ並びに6回目の大トリとなった。トリ13回は美空ひばり・北島三郎に並び最多記録となっている。
- 曲順発表前、『スポーツ報知』（12月13日付）や『ZAKZAK』（12月21日付）が石川・五木の両組トリ起用が有力であると伝えたほか、他メディアでは紅組トリの候補にDREAMS COME TRUE・天童よしみ、白組トリの候補にSMAP・北島三郎（前回担当者。この年デビュー45周年）が挙がっていると報じた。
- 今回以降、演歌歌手同士の両組トリは組まれてない。

## ゲスト出演者

### ゲスト審査員
- 宮﨑あおい（女優）：翌年の大河ドラマ『篤姫』の主人公・篤姫役。
- 上田桃子（プロゴルファー）：21歳で史上最年少の賞金女王に輝き翌年、アメリカツアーへ。
- 岡島秀樹（ボストン・レッドソックス投手）：入団1年目にしてチームメイトの松坂大輔と共にワールドシリーズ優勝。
- 青木功（プロゴルファー）：日本シニアオープンでエイジシュートを達成し優勝。
- 中村勘三郎（歌舞伎俳優）：2回目のニューヨーク公演で海外メディアから大きな評価。
- 新垣結衣（女優）：映画『恋空』に主演、歌手としても活躍。
- 茂木健一郎（脳科学者）：『プロフェッショナル 仕事の流儀』キャスター。
- 坂東眞理子（昭和女子大学学長）：著書『女性の品格』が200万部を超えるベストセラー。
- 陣内智則（お笑いタレント）・藤原紀香（女優）夫妻（当時）：格差婚が話題となる。なお、陣内は第54回（2003年）以来4年ぶりの出演で、藤原は第49回（1998年）以来9年ぶりの出演。

この年宮崎県知事に当選した東国原英夫がゲスト審査員を務めることが有力との報道があったが、実現しなかった。東国原は12月15日放送のニッポン放送『アッコのいいかげんに1000回』に電話出演した際、「ゲスト審査員のオファーが来ていない」と回答していた。

### 演奏ゲスト
- 塩谷哲：絢香のピアノ伴奏。
- 井上鑑、高水健司、山木秀夫、今剛、クリストファー・ハーディー、菅坡雅彦、村田陽一、近藤和彦：寺尾聰のバックバンド。
- 金城綾乃（Kiroro）：馬場俊英のキーボード伴奏。
- 葉山たけし、黒瀬蛙一、徳永暁人・大田紳一郎（doa）、岩井勇一郎・大藪拓・車谷啓介（三枝夕夏 IN db）、古井弘人（GARNET CROW）等：ZARDフィルムコンサートの演奏。
- 武部聡志：槇原敬之のピアノ伴奏。
- 平尾昌晃：エンディング「蛍の光」の指揮担当。

### 応援ゲストなど
- IKKO、真島茂樹：美川憲一のバックでパフォーマンス、真島は美川の曲全体の振付も行う。
- マッスルミュージカル：中村美律子、北山たけしの応援でバックでパフォーマンスを披露。
- 関根麻里、関根勤：紅白応援隊。
- おしりかじり虫、タカアンドトシ：「おしりかじり虫」を歌う。
- 柳原可奈子、若槻千夏：布施明の応援。
- 伊央里直加、風花舞、貴城けい、初風緑、星奈優里、蘭香レア：布施明の応援でバックで踊る。
- ムーディ勝山：前川清の応援でバックコーラスとして参加。
- 内藤大助（プロボクサー）：この年WBC世界フライ級王座を獲得、馬場俊英の応援。
- 船越英一郎：平原綾香の応援で新潟県・旧山古志村から生中継で出演。
- 早乙女太一：坂本冬美の応援で演舞。
- 薬師丸ひろ子：東京タワーから中継。
- 仲間由紀恵：前年の紅組司会。一青窈と秋川雅史の曲紹介。
- 西田敏行：第41回（1990年）の白組司会。阿久悠追悼コーナーのナレーション。
- 緒形拳（NHKスペシャル『プラネットアース』ナビゲーター）：地球環境へのメッセージをVTRで呼びかけ。

この年ブレイクした小島よしおのゲスト出演がマスコミで報じられたが、実現せず（翌年の第59回には出演）。

## スタッフ
主要スタッフは以下の通り（所属部署と担当番組は放送当時のもの）。
- 制作統括：三溝敬志（NHK放送センター番組制作局歌謡・演芸番組部チーフプロデューサー、『夢・音楽館』や『SONGS』担当）
- 中心スタッフは『鶴瓶の家族に乾杯』や『SONGS』スタッフ。
- 『NHKのど自慢』のスタッフも少人数参加。

## 視聴率
ビデオリサーチ社によれば、第1部は関東地区：32.8%、関西地区：33.2%、第2部は関東地区、関西地区共に39.5%であった。関西地区での視聴率は前回より上回ったが、関東地区では第2部の視聴率が前回を下回り、歴代ワースト2位となった。紅白としては第55回以来3年ぶりとなる年間視聴率トップとなった。
関東地区における歌手別瞬間最高視聴率は、白組としてはSMAP「弾丸ファイター紅白SP」の43.9%（午後11時10分）、紅組としては和田アキ子「あの鐘を鳴らすのはあなた」の42.2%（午後11時17分）で、番組全体としてはフィナーレにおける全員合唱「世界に一つだけの花」の46.1%（午後11時40分）であった。
視聴率発表後の報道はワースト2位を強調されたり、「現状維持」と好意的に評価されたりと、メディアによりさまざまであった。

## 関連番組
紅白フラッシュ拡大版
放送：総合 随時
紅白の最新情報を伝えた。ナビゲーターは関根麻里。
生放送　あなたが選ぶ思い出の紅白　感動の紅白
放送：BS2 2007年12月29日 17:00 - 18:55（第1部）、19:30 - 21:00（第2部）
司会：徳田章、神田愛花
ゲスト：【第1部】すぎもとまさと、berryz工房【第2部】山本リンダ、新沼謙治
紅白の最新情報はもとより、過去の紅白のハイライトシーンを視聴者の生リクエストに応えて放送した。